# Knoppix
Knoppix er en gratis Linux-distribution, der er baseret på Debian-distributionen. Knoppix er beregnet til at blive brugt direkte fra en cd-rom uden en installation på computerens harddisk. Distributionen er kendt for en meget velfungerende automatisk opsætning af hardware.
Det er som regel en god idé for folk som vil skifte operativ system til Linux at prøve Knoppix først. De professionelle Linux-brugere benytter også Knoppix som et hjælpemiddel til at reparere tidligere Linuxinstallationer eller redde data hvis noget er gået galt. Også Windows-brugere kan bruge Knoppix som rednings-cd, da Linux også understøtter Microsofts filsystem FAT32 samt læsning af NTFS-filsystemet.
Der findes en dansk udgave kaldet Dappix, der er udarbejdet af SSLUG.
Knoppix udkommer både i en skrabet cd-version samt en komplet dvd-version.
Version 4-dvd'en understøtter også ISDN og DSL, samt skriving til NTFS på eksperimentiel basis.

## Versioner
- 3.1 – 19. januar 2003
- 3.2 – 26. juli 2003
- 3.3 – 16. februar 2004
- 3.4 – 17. maj 2004
- 3.6 – 16. august 2004
- 3.7 – 9. december 2004
- 3.8.2 – 12. maj 2005
- 3.9 – 1. juni 2005
- 4.0 – 22. juni 2005
  - 4.0 opdateret – 16. august 2005
- 4.0.2 – 23. september 2005
- 5.0 – 25. februar 2006
- 5.0.1 – 2. juni 2006
- 5.1.0 – 30. december 2006
- 5.1.1 – 5. januar 2007
- 5.3.1 – 27. marts 2008
- 6.2 – 18. november,2009
- 6.4.3 – 20. december,2010